# John Frazier
John Frazier (23 de novembro de 1944) é um especialista em efeitos visuais estadunidense. Venceu o Oscar de melhores efeitos visuais na edição de 2005 por Spider-Man 2, ao lado de John Dykstra, Scott Stokdyk e Anthony LaMolinara.